# Смирнов Микола Іванович
Микола Іванович Смирнов (5 жовтня 1917, село Робцово Костромської губернії, тепер Парфеньєвського району Костромської області, Російська Федерація — 8 липня 1992, місто Москва) — радянський військово-морський діяч, командувач Тихоокеанського флоту, 1-й заступник головнокомандувача Військово-морського флоту СРСР, адмірал флоту (5.11.1973). Кандидат у члени ЦК КПРС у 1971—1976 роках. Депутат Верховної Ради СРСР 8—11-го скликань. Герой Радянського Союзу (17.02.1984).

## Життєпис
Народився в селянській родині. Закінчив два курси Ленінградського інституту інженерів промислового будівництва.
З жовтня 1937 року служив у Військово-морському флоті СРСР. У серпні 1939 року закінчив Вище військово-морське училище імені Фрунзе.
З 1939 року — командир бойової частини (БЧ-1) підводного човна Щ-125 Тихоокеанського флоту.
З жовтня 1941 по квітень 1942 року навчався в навчальному загоні підводного плавання Тихоокеанського флоту. З квітня 1942 року — помічник командира підводного човна Щ-125 1-го окремого дивізіону підводних човнів Тихоокеанського флоту.
Член ВКП(б) з 1942 року.
З квітня 1943 року — командир підводного човна М-6 2-ї бригади підводних човнів Тихоокеанського флоту. З листопада 1943 року — командир підводного човна М-115 14-го дивізіону підводних човнів Тихоокеанського флоту. Навесні 1944 року було прийнято рішення про перекидання цього підводного човна на Чорноморський флот, в травні 1944 року командир і екіпаж офіційно були включені до складу Чорноморського флоту. Однак фактично човен прибув на Чорне море тільки в листопаді 1944 року, коли бойові дії там вже завершилися. Човен був приписаний до військово-морської бази Поті.
З листопада 1945 року — командир підводного човна С-31 Чорноморського флоту.
З листопада 1947 року — начальник штабу 1-го дивізіону підводних човнів, з листопада 1949 року — командир 4-го дивізіону 2-ї бригади підводних човнів Чорноморського флоту.
З грудня 1950 року — начальник відділення, з листопада 1951 року — начальник відділу Управління бойової підготовки штабу Чорноморського флоту. З листопада 1953 року — командир 151-ї бригади підводних човнів, з жовтня 1954 року — начальник штабу 21-ї дивізії підводних човнів Чорноморського флоту.
З червня 1956 по грудень 1957 року — командувач підводних сил Чорноморського флоту.
У 1959 році закінчив Військову академію Генерального штабу.
З листопада 1959 по червень 1960 року — командувач підводних сил Балтійського флоту.
З червня 1960 по червень 1964 року — начальник штабу — 1-й заступник командувача Чорноморського флоту.
У червні 1964 — березні 1969 року — начальник оперативного управління — заступник начальника Головного штабу Військово-морського флоту СРСР.
У березні 1969 — вересні 1974 року — командувач Червонопрапорного Тихоокеанського флоту.
У вересні 1974 — березні 1988 року — 1-й заступник головнокомандувача Військово-морського флоту СРСР.
Указом Президії Верховної Ради СРСР від 17 лютого 1984 року за успішне виконання завдань командування і проявлені при цьому мужність і відвагу адміралу флоту Смирнову Миколі Івановичу присвоєно звання Героя Радянського Союзу з врученням ордена Леніна і медалі «Золота Зірка».
У березні 1988 — січні 1992 року — військовий інспектор-радник Групи генеральних інспекторів Міністерства оборони СРСР.
З січня 1992 року — у відставці.
Помер 8 липня 1992 року в Москві. Похований на Новодівочому цвинтарі Москви.

## Військово-морські звання
- Контрадмірал (18.02.1958)
- Віцеадмірал (13.04.1964)
- Адмірал (29.04.1970)
- Адмірал флоту (5.11.1973)

## Нагороди
- Герой Радянського Союзу (17.02.1984)
- два ордени Леніна (1977, 17.02.1984)
- орден Червоного Прапора (1958)
- орден Трудового Червоного Прапора (1969)
- орден Вітчизняної війни І ст. (1985)
- орден Вітчизняної війни ІІ ст. (1945)
- два ордени Червоної Зірки (1953, 1966)
- орден «За службу Батьківщині у Збройних Силах СРСР» ІІІ ст. (1975)
- орден «За бойові заслуги» (Монгольська Народна Республіка) (1971)
- орден «9 вересня 1944 року» І ст. з мечами (Болгарія) (1974)
- медалі